# О-де-Крі
О-де-Крі (фр. Haut de Cry) — гора в Бернських Альпах, звідки відкривається вид на долину Рони в кантоні Вале. Гора складається з кількох вершин, найвища з яких має висоту 2969 метрів над рівнем моря. Вся гора розташована в басейні Рони, яка тече приблизно за сім кілометрів на південь.
Найближчі населені пункти — Дерборанс і Ардон на східному схилі О-де-Крі.
Назва походить від слова «cry», яке тут означає скеля, тобто О-де-Крі — це «скеляста вершина».